# Districte de Pune
El districte de Poona (districte de Pune) és una divisió administrativa de Maharashtra amb capital a la ciutat de Poona (Pune). La superfície és de 15.642 km² i la població al cens del 2001 era de 7.232.555 habitants.

## Geografia
Els rius principals són el Pushpavati, Krushnavati, Kukadi, Meena, Ghod, Bhima, Bhama, Andhra, Indryani, Pavna, Mula, Mutha, Ambi, Mose, Shivganga, Kanandi, Gunjavni, Velvandi, Neera i Karha. Destaquen també els llacs Bhushi, Lonavla, INS Shivaji, Pavna, Valvhan, Tungarli, Andhra i Shirawta.

## Administració
El districte està dividit en 14 talukes:
- Poone
- Daund
- Baramati
- Bhor
- Indapur
- Velhe
- Purandar
- Shirur
- Ambegaon
- Khed
- Junnar
- Maval
- Mulshi
- Haveli

Totes les talukes són també panchayat samitis o blocs (blocks) de desenvolupament excepte Poona:
- Junnar
- Ambegaon
- Khed
- Shirur
- Maval
- Mulshi
- Haveli
- Daund
- Velhe
- Purandar
- Baramati
- Indapur
- Bhor

En total hi ha 1.866 pobles. Poona o Pune és la capital i Corporació municipal principal. La segona corporació municipal està formada per les ciutats bessones de Pimpri-Chinchwad.

## Història
En temps prehistòrics el territori estava inclòs en la selva que el Ramayana identifica com Daudakdranya o Dandaka, habitada per salvatges. Aviat es van obrir rutes per anar al Konkan per passos com Borghat i Nana. Hi ha inscripcions a la roca d'aquest període a Bhaja, Bedsa, Karli, i al pas Nana. La primera capital regional fou Junnar, que al segle I aC estava sota poder dels andhres o satavahanes. Posteriorment es va establir el budisme com a religió general i les coves a l'entorn de Junnar foren habitades per monjos budistes. Una inscripció a Bedsa dona una de les primeres notícies dels marathes.
En els segles següents hauria passat a mans dels Chalukya Occidentals (550-760) els rashtrakutes (760-973), altre cop els chalukyes (973-1184) i finalment als yadaves de Deogiri sota els quals va quedar repartit entre petits caps kolis i marathes; quan els yadaves foren eliminats per Delhi (1312), Poona va quedar en mans dels sultans. Muhammad Shah II Tughluk (1325-1351) va haver de marxar contra Kondana o Kondhana, després fort de Sinhgarh, el 1340, contra el cap koli de nom Nagnak, al que va sotmetre després d'un setge de 8 mesos. Menys de deu anys després va passar als bahmànides el 1347. El 1396-1407 fou el temps de l'anomenada gran fam de Durgadevi que va despoblar la regió. El 1426 la capital del sultanat va passar de Gulbarga a Bidar. Els senyors marathes van aprofitar l'estat del país per prendre el control de les fortaleses i els sultans bahmànides van haver d'enviar diverses expedicions per recuperar el territoris del Ghats, però sense èxit fins al 1472 quan el ministre Mahmud Gawan va assolar les terres rebels i no les va abandonar fins que tots els forts foren reduïts, sent el darrer Kelna. El viatger rus Athanasius Nikitin va estar al país (1468-1474) i va deixar un relat interessant de la vida local.
Després del seu triomf, Mahmud Gawan va redistribuir els dominis i Junnar va esdevenir capital d'una província que incloïa Indrapur, Madesh, Wai, Belgaum i part del Konkan; una altra província amb seu a Bijapur va incloure els territoris del Bhima; i els territoris de Sholapur, Purendra i Gulbarga van formar província separada; Yusuf Adil Shah fou nomenat governador de Bijapur; Malik Ahmad Shah (fundador de la dinastia nizamshàhida d'Ahmadnagar) va governar a Junnar (1485); Gulbarga fou confiada a Dastur Dinar (un habshi), i Purandhar, Sholapur i 11 districtes foren entregats a dos germans, Zayn Khan i Khwaja Jahab.
Ahmad Shah en anar al seu govern va trobar que el fort de Shivner estava altre cop en mans dels marathes i el va sotmetre novament, conquerint també Chawand, Logarh, Purandhar i Kondhana (Singarh) i diversos forts al Konkan, establint l'orde al seu domini. L'enfonsament dels bahmànides al final del segle xv, es va iniciar amb la revolta de Bahadur Gelani, que governava el país al sud del riu Warna, encara que fou aviat derrotat i mort. Va seguir Zayn al-Din, jagirdar de Chakan, que va tenir suport del governador Yusuf Adil Shah. El 1489 Ahmad Shah es va revoltar i fou atacat per Zayn al-Din però fou rebutjat cap al fort de Chakan que fou assaltat i Zayn al-Din va morir en la lluita. Yusuf Adil Shah va refermar la seva independència i es va apoderar del territori al nord del Bhima. El 1491 es va fer una mena de tractat de partició pel qual el territori al nord del Nira i a l'est de Karmala, junt amb part del posterior districte de Sholapur, fou assignat al sultà nizamshàhida mentre el territori al sud del Nira i Bhima va passar a Yusuf Adil Shah; els caps menors foren progressivament sotmesos pels caps principals; Dastur Dinar, que dominava Gulbarga va ser derrotat el 1495 per Yusuf Adil Shah, i encara que va retornar a la lluita finalment el 1504 va morir en combat i Gulbarga annexionada a Bijapur; el 1511 Bijapur va annexionar Sholapur. Amir Barid va conquerir Gulbarga però Kamal Khan fou assassinat poc després i Gulbarga recuperada. Purandhar i les regions veïnes van restar molts anys sota Khwaja Jahan, que es creu que fou un tributari semiindependent del sultà d'Ahmadnagar. El 1523 com a condició de la pau entre Bijapur i Ahmadnagar després d'anys de guerra, la germana d'Ismail Adil Shah fou donada en matrimoni a Burhan Nizam Shah i se li va prometre com a dot Sholapur que finalment no fou entregada. La reclamació de Sholapur per part dels sultans nizamshàhides fou causa constant de guerres durant els següents 40 anys. Al final els sultans musulmans, alarmats del poder del raja hindú de Vijayanagar (Bijanagar) Ram Raj, van formar una lliga contra aquest i el van derrotar en la batalla de Talikota (Talikot) el gener de 1565 en que Ram Raj va morir i el seu exèrcit fou derrotat.
Van seguir uns anys de pau però el 1590 Dilawar Khan, regent de Bijapur, va fugir a Ahmadnagar, i va demanar a Burhan Nizam Shah II a recuperar Sholapur; el 1593 Burhan va avançar en territori de Bijapur, però Ibrahim Adil va aconseguir derrotar a Dilawar Khan i el va fer presoner, enviant-lo al fort de Satara, i mancades del seu suport les forces d'Ahmandnagar es van haver de retirar. Fou un dels sultans nizamshàhides que a l'inici del segle xvii va concedir Poona en jagir a Maloji Bhonsle, avi de Sivaji (que va néixer al fort de Shivner, prop de Junnar, el 1627).
Poc després els mogols de Delhi van envair Dècan i el 1600 van ocupar Ahmadnagar. El país fou dominat temporalment però aviat recuperat per Malik Ambar, un cap habshi que es va establir a Kharki (després Aurangabad) que fou la capital dels nizamshàhides. El 1616 Shah Jahan va atacar altre cop gran part del territori d'Ahmadnagar, però el 1629 el país fou abandonat pel governador mogol Khan Jahan Lodi. Va seguir una nova guerra i el 1633 Daulatabad fou conquerida pels mogols i el sultà fet presoner però Shahji Bhonsla, un dels principals caps marathes (fill de Maloji i pare de Sivaji), va posar un altre membre de la família reial al tron, va assolar els territoris de Gangthari i Poona i amb l'ajut de les forces de Bijapur va expulsar els mogols de Purenda. L'emperador Shah Jahan va marxar llavors en persona al Dècan i va assetjar Bijapur forçant al sultà a pactar la pau el 1636; els territori del que s'havia apoderat Shaji fou llavors fàcilment recuperat pels mogols i el cap maratha es va rendir el 1637 i la dinastia nizamdhàhida fou deposada pels mogols i el territori al nord del Bhima, incloent Junnar, fou annexionat a territori mogol i el del sud fou entregat a Bijapur. Shahji es va posar al servei del rei de Bijapur, i va rebre el jagir de Poona i Supa, al que es van afegir Indapur, Baramati i la comarca de Mawal propera a Poona.
Fou sota els sultans de Bijapur que els marathes van començar el seu ascens; la cavalleria lleugera maratha, els bargirs, van tenir un paper essencial en les guerres amb els mogols; els forts menys importants foren deixats a les seves mans i els tributs foren recaptats per oficials hindús sota l'autoritat de mokasdars musulmans. Diverses famílies marathes van rebre oficis de deshmukh i sardeshmukh. El sultanat de Bijapur va sobreviure al d'Ahmadnagar per 50 anys però afectat per dissensions internes va anar caient a peces; això fou l'oportunitat pels depredadors caps marathes i va sorgir un gran cap, Sivaji, fill de Shahji Bhonsle, que va unir als marathes en una nació inspirant al seu poble l'odi als seus amos musulmans i va saber aprofitar les constants baralles i conflictes del sultanat.
Amb la pujada al poder de Sivaji va esclatar el conflicte entre marathes i mogols. Els marathes dominaven els forts i els passos de muntanya i els segons la terra plana. Fou en aquestos anys que Sivaji va fer alguns dels seus notables fets com la conquesta del fort de Sinhgarh. A Sivaji el va succeir el seu fill Sambhaji, que fou capturat i mort per Aurangzeb. El fill de Sambhaji, Shahu, va recuperar el territori dels mogols i el va donar en administració al seu ministre principal (peshwa) Balaji. Poona va estar sota domini dels peshwes marathes del 1714 al 1817; els peshwes foren els caps de la gran confederació maratha formada per diversos caps regionals, els Gaikwar, els Holkar, els Sindhia i els Bhonsle principalment.
Baji Rao I Ballal (1720-1740), el segon peshwa, va instituir la dakshina o regals en diners als erudits bramans, que van portar a la fundació del Col·legi del Dècan. El seu successor Balaji Baji Rao I (1740-1761) va portar el poder maratha al cim, encara que al final del seu regnat es va produir la desastrosa derrota a la tercera batalla de Panipat contra els afganesos (1761). Posteriorment els marathes es van oposar al nizam d'Hyderabad i a Haidar Ali de Mysore, formant aliances variades amb els membres de la confederació. Un dels objectius de la seva política fou aturar als britànics, política en la que va destacar el famós ministre Nana Farnavis. Sindhia primer (1798) i Holkar després (1802) van saquejar Poona; finalment el peshwa Baji Rao II va entrar en conflicte amb els britànics per la mort de Gangadhar Shastri, ministre del Gaikwar de Baroda, i encara que en el tractat de Poona es va intentar refer les relacions, finalment es va arribar a la guerra i després de la batalla de Kirkee del 5 de novembre de 1817, va acabar deposat el 1818 i els seus dominis annexionats.
Després de l'annexió va administrar el districte Elphinstone, fins aleshores resident a la cort del peshwa.
El 1826 es van revoltar els ramosis (una part de les antigues forces militars) i se'ls van unir els kolis de les muntanyes occidentals; una nova revolta similar es va produir el 1844; les dues foren reprimides amb poc esforç. El 1857 durant el motí es va mantenir en general la pau però a Kolhapur es va revoltar un regiment i la desafecció era notòria a Satara contra l'annexió del país. La revolta fou dirigida pel famós Nana Sahib, que era el fill adoptiu de Baji Rao II.
Dins de la presidència de Bombai el districte va formar part de la divisió Central. La superfície era de 13.853 km². El districte estava en part dins la zona on es desenvolupen algunes ramificacions dels Ghats Occidentals, però la major part era pla. El nombre de ciutats i pobles era de 1.189 (1205 vers 1905) i la població era:
- 1872: 922.439
- 1881: 901.828 (baixada per la fam de 1876-1877)
- 1891: 1.067.800
- 1901: 995.330 (baixada per la fam de 1899-1900 i la plaga)

Les ciutats principals eren Poona, Kirkee, Junnar, Baramati, Sirur, Lonauli, Sasvad, Indapur, Talegaon-Dabhade, Khed, Alandi, Talegaon-Dhamdere, Otur, Ghod, Manchar i Pandare. El 93% dels habitants eren hindús i el 5% musulmans, i la resta jains i cristians. El 90% parlava marathi. Administrativament estava dividit en 8 talukes i tres pethes:
- Junnar
- Khed
- Sirur
- Maval
- Haveli
- Purandhar
- Bhimthadi
- Indapuv
- Ambegaon (petha)
- Mulshi (petha)
- Dhond (petha)

Les castes principals eren els deshasths bramans (60%) seguits dels chitpavans o konkanasths, malis, kolis, dhangars, mahars, mangs i ramosis (antics soldats).
El 1897 es van produir disturbis a Poona ciutat per protestar per les mesures preses contra la plaga, en els que va morir l'oficial especial encarregat de la plaga Walter Rand sel servei civil; diversos personatges notables locals foren deportat o empresonats i una força important de policia traslladada a la ciutat, el que va posar fi a la violència

## Llista de peshwes
- 1712 - 1720 Balaji Vishwanath Bhat
- 1720 - 1740 Baji Rao I (Pahila Bajirao)
- 1740 - 1761 Balaji Baji Rao
- 1761 - 1772 Madhav Rao II Ballal
- 1772 - 1773 Narayan Rao
- 1773 - 1774 Raghunath Rao
- 1774 - 1795 Sawai Madhav Rao Narayan
- 1774 - 1800 Nana Phadnis (administrador)
- 1796 - 1818 Baji Rao II
- 1857 Nana Sahib (Dandu Panth) (rebel)

## Residents britànics
- 1786 - 1797 Charles Warre Malet
- 1797 - 1798 Joshua Uhthoff (interí)
- 1798 - 1801 William Palmer
- 1801 - 1811 Barry Close
- 1811 - 1819 Mountstuart Elphinstone

## Arqueologia
- Coves de Junnar amb inscripcions.
- Inscripcions del pas de Nana
- Coves budistes de Karli, Bhaja, Bedsa i Shelarwadi, vers els segles I i II
- Temple saivita a la roca de Bhambhurda, 3 km a l'oest de Poona
- Restes dels segles X a XIII atribuïdes als rages gaulis o yadaves, destacant el temple de Kukadeshwar a 15 km al nord-oest de Junnar, els tancs d'aigua de Belhe i Pabal (a uns 30 km al nord-est de Junnar)
- Mesquites transformades a Poona, Junnar i Sasvad
- Talles a la roca a la vora del Ganges i el Jumna a la rodalia del fort de Shivner a Junnar

## Grans fams
El 1396-1407 fou el temps de l'anomenada fam de Durgadevi, la més desastrosa de la història, però hi va haver grans fams el 1422, 1460 (Damaji-pant), 1473, 1520, 1630, 1787, 1792, 1793, 1802-1803 (territori assolat per les forces d'Holkar), 1820, 1823, 1824, 1825, 1832-1838, 1844-1846, 1862-1867, 1876-1877, 1896-1897 i 1899-1902.